# Ансгар (лунный кратер)
Кратер Ансгар (лат. Ansgarius) — ударный кратер на восточном крае диска видимой стороны Луны. Название присвоено в честь немецкого теолога и святого Ансгара (801—865) и утверждено Международным астрономическим союзом в 1935 г. Образование кратера относится к нектарскому периоду.

## Описание кратера
Ближайшими соседями кратера являются кратер Лаперуз на северо-западе; кратеры Кестнер и Блек на севере; кратеры Кисс, Крейкен, Элмер на северо-востоке; кратер Бехайм на юге. На северо-востоке от кратера располагается Море Смита. Селенографические координаты центра кратера 12°55′ ю. ш. 79°43′ в. д. / 12,92° ю. ш. 79,72° в. д., диаметр 91,4 км, глубина 4,19 км.
Из-за своего расположения у восточного лимба Луны кратер при наблюдениях кажется овальным, хотя имеет почти правильную циркулярную форму. Вал кратера сохранился без значительных повреждений, внутренний склон имеет четко выраженную террасовидную структуру. Высота вала над окружающей местностью составляет 1450 м, объем кратера приблизительно 8600 км³. Южная часть вала имеет спрямленную форму и перекрывает остатки древнего кратера от которого не осталось ничего кроме западного участка вала. В северо-северо-восточной части кратера имеется зубчатый выступ. Дно чаши кратера ровное, отмеченное несколькими мелкими кратерами. Центральный пик отсутствует. По морфологическим признакам кратер относится к типу TYC (по названию типичного представителя этого типа — кратера Тихо).

## Сателлитные кратеры
| Ансгар | Координаты                                            | Диаметр, км |
| ------ | ----------------------------------------------------- | ----------- |
| B      | 11°59′ ю. ш. 84°07′ в. д. / 11,99° ю. ш. 84,11° в. д. | 33,1        |
| C      | 14°47′ ю. ш. 74°50′ в. д. / 14,79° ю. ш. 74,83° в. д. | 15,6        |
| M      | 11°15′ ю. ш. 78°47′ в. д. / 11,25° ю. ш. 78,79° в. д. | 7,6         |
| N      | 11°55′ ю. ш. 81°11′ в. д. / 11,91° ю. ш. 81,18° в. д. | 10,2        |
| P      | 13°04′ ю. ш. 75°40′ в. д. / 13,06° ю. ш. 75,66° в. д. | 10,3        |